# Erika Connolly
Erika Connolly (* 27. August 1998 als Erika Jade Brown in Modesto, Kalifornien) ist eine Schwimmerin aus den Vereinigten Staaten. Sie gewann bei Olympischen Spielen eine Silber- und eine Bronzemedaille. Bei Weltmeisterschaften auf der 50-Meter-Bahn erhielt sie bis Oktober 2023 zweimal Gold und dreimal Bronze, auf der 25-Meter-Bahn waren es fünf Goldmedaillen, drei Silbermedaillen und eine Bronzemedaille.

## Sportliche Karriere
Erika Brown begann ihre Schwimmkarriere bei den Pleasanton Seahawks in Kalifornien. Nachdem ihre Familie nach North Carolina umgezogen war, besuchte Brown die William Amos Hough High School. Von 2016 bis 2020 studierte Brown an der University of Tennessee und schwamm für deren Sportteam, die Volunteers. Danach wurde sie Schwimmprofi. Bereits 2013 trat Erika Brown erstmals im Schwimm-Weltcup an.

### Die ersten Weltmeistertitel 2018
Ende 2018 bei den Kurzbahnweltmeisterschaften in Hangzhou erreichte die 4-mal-100-Meter-Freistilstaffel mit Lia Neal, Veronica Burchill, Erika Brown und Kelsi Dahlia das Finale mit der schnellsten Vorlaufzeit. Im Finale siegten Olivia Smoliga, Lia Neal, Mallory Comerford und Kelsi Dahlia mit 0,24 Sekunden Vorsprung vor den Niederländerinnen. Alle sechs beteiligten Schwimmerinnen aus den Vereinigten Staaten erhielten eine Goldmedaille, wie dies seit 1984 bei internationalen Meisterschaften üblich ist. In der 4-mal-50-Meter-Lagenstaffel waren im Vorlauf Kathleen Baker, Katie Meili, Kendyl Stewart und Erika Brown das schnellste Quartett. Im Finale schwammen Olivia Smoliga, Katie Meili, Kelsi Dahlia und Mallory Comerford einen neuen Weltrekord und hatten fast zwei Sekunden Vorsprung auf die zweitplatzierten Chinesinnen. Lia Neal, Veronica Burchill, Erika Brown und Leah Smith waren im Vorlauf die drittschnellste 4-mal-200-Meter-Freistilstaffel. Im Endlauf siegten die Chinesinnen vor Leah Smith, Mallory Comerford, Melanie Margalis und Erika Brown. In der 4-mal-50-Meter-Freistilstaffel erreichten Lia Neal, Olivia Smoliga, Veronica Burchill und Erika Brown das Finale als Zweitschnellste hinter den Niederländerinnen. Im Endlauf siegten Madison Kennedy, Mallory Comerford, Kelsi Dahlia und Erika Brown mit einer halben Sekunde Vorsprung vor den Niederländerinnen.

### Das Olympiajahr 2021
Wegen der COVID-19-Pandemie fanden die Olympischen Spiele in Tokio erst 2021 statt. Bei den US-Olympiaausscheidungen siegte über 100 Meter Freistil Abbey Weitzeil vor Erika Brown und Olivia Smoliga, die alle innerhalb einer Zehntelsekunde anschlugen. In Tokio schwamm die 4-mal-100-Meter-Freistilstaffel mit Olivia Smoliga, Catie DeLoof, Allison Schmitt und Natalie Hinds die fünftschnellste Vorlaufzeit. Im Endlauf waren Erika Brown, Abbey Weitzeil, Natalie Hinds und Simone Manuel zwei Sekunden schneller als die Vorlaufstaffel und wurden Dritte hinter den Australierinnen und den Kanadierinnen. Über 100 Meter Freistil schwamm Brown die 18. Vorlaufzeit. Nachdem drei Schwimmerinnen zurückzogen, trat Brown auch im Halbfinale an und schied dort als 13. aus. In der 4-mal-100-Meter-Lagenstaffel erreichten Rhyan White, Lilly King, Claire Curzan und Erika Brown den Endlauf mit der zweitschnellsten Vorlaufzeit mit 0,01 Sekunden Rückstand auf Kanada. Im Finale waren Regan Smith, Lydia Jacoby, Torri Huske und Abbey Weitzeil fast dreieinhalb Sekunden schneller als ihre Mannschaftskameradinnen zwei Tage zuvor und erkämpften den zweiten Platz mit 0,13 Sekunden Rückstand auf die Australierinnen und 0,87 Sekunden Vorsprung vor den Kanadierinnen. Alle acht beteiligten Schwimmerinnen aus den Vereinigten Staaten erhielten eine Silbermedaille.

### Das Weltmeisterschaftsjahr 2022
2022 bei den Weltmeisterschaften in Budapest gewann Brown ihren ersten Titel in der 4-mal-100-Meter-Mixed-Lagenstaffel. Nachdem im Vorlauf Ryan Murphy, Lilly King, Michael Andrew und Erika Brown die schnellsten waren, siegten im Finale Hunter Armstrong, Nic Fink, Torri Huske und Claire Curzan. Die 4-mal-100-Meter-Mixed-Freistil-Staffel in der Besetzung Ryan Held, Brooks Curry, Torri Huske und Claire Curzan holte die Bronzemedaille. Erika Brown, Drew Kibler und Kate Douglass wurden für ihren Vorlaufeinsatz mit einer Medaille geehrt. In den Frauenwettbewerben fand zunächst die 4-mal-100-Meter-Freistilstaffel statt. Torri Huske, Erika Brown, Kate Douglass und Claire Curzan belegten im Endlauf den dritten Platz, für den Vorlauf erhielten auch Mallory Comerford und Natalie Hinds eine Medaille. Über 50 Meter Freistil siegte die Schwedin Sarah Sjöström vor der Polin Katarzyna Wasick. Mit 0,2 Sekunden Rückstand auf die Polin schlugen die Australierin Meg Harris und Erika Brown gleichzeitig an und erhielten beide eine Bronzemedaille. Den Abschluss der Wettbewerbe bildete die 4-mal-100-Meter-Lagenstaffel. Hier hatten Rhyan White, Alex Walsh, Natalie Hinds und Erika Brown mit der siebtbesten Vorlaufzeit die Finalqualifikation erreicht. Im Endlauf waren Regan Smith, Lilly King, Torri Huske und Claire Curzan über sechs Sekunden schneller als die Vorlaufstaffel und siegten vor den Australierinnen.
Im Dezember 2022 bei den Kurzbahnweltmeisterschaften in Melbourne schwammen im Vorlauf der 4-mal-100-Meter-Freistilstaffel Erika Brown, Erin Gemmell, Natalie Hinds, Torri Huske. Im Finale siegten die Australierinnen vor Torri Huske, Kate Douglass, Claire Curzan und Erika Brown. In der 4-mal-200-Meter-Freistilstaffel waren Erika Brown, Hali Flickinger, Jillian Cox und Leah Smith die Vorlaufsschnellsten. Im Endlauf siegten die Australierinnen vor den Kanadierinnen und der US-Staffel mit Alex Walsh, Hali Flickinger, Erin Gemmell und Leah Smith. Die 4-mal-50-Meter-Freistilstaffel schwamm im Vorlauf mit Alex Walsh, Natalie Hinds, Erin Gemmell und Erika Brown. Im Finale siegten Huske, Curzan, Brown und Douglass mit 0,34 Sekunden Vorsprung vor den Australierinnen. Über 50 Meter Freistil belegte Brown den siebten Platz. In der 4-mal-50-Meter-Lagenstaffel schwammen im Vorlauf Alex Walsh, Annie Lazor, Erika Brown und Natalie Hinds die siebtbeste Zeit. Im Endlauf siegten die Australierinnen, die den Weltrekord um 0,03 Sekunden drückten, mit 0,06 Sekunden Vorsprung vor Claire Curzan, Lilly King, Torri Huske, Kate Douglass, weitere 0,02 Sekunden dahinter wurden die Schwedinnen Dritte. Ihre zweite Goldmedaille gewann Brown mit der 4-mal-100-Meter-Lagenstaffel. Claire Curzan, Lilly King, Torri Huske und Kate Douglass stellten dabei in 3:44,35 Minuten einen neuen Weltrekord auf. Alex Walsh und Erika Brown erhielten ihre Medaille für den Einsatz im Vorlauf.